# Sędziwój Ostroróg

Herb Nałęcz, Wappen von Sędziwój Ostroróg

Sędziwój Ostroróg, Herb Nałęcz (* um 1375; † 1441 in Ungarn), war Woiwode von Posen, Starost von Brześć Kujawski und Generalstarost von Großpolen.

## Leben und Bedeutung
Sędziwój Ostroróg war der Sohn des ersten heute bekannten Ostroróg-Vaters, des Kastellans
Dzierżysław Ostroróg. Im Oktober 1406 wurde Sędziwój zum Woiwoden von Posen ernannt und blieb es bis zu seinem Tode, ebenso Generalstarost von Großpolen. In den Jahren 1426–1432 übte er zudem das Amt des Starosten von Brześć Kujawski aus.
Er war einer der engsten Berater des polnischen Königs Władysław II. Jagiełło und dessen Nachfolgers Władysław III. Ein erarbeitetes Vertrauen führte zur Aufnahme unter den acht Beratern, die der König während des Großen Krieges gegen den Deutschen Orden vergab. In der Schlacht von Tannenberg führte er sein eigenes Geschwader. Er war an der Spitze des großpolnischen Rittertums, das im November 1410 das polnisch-deutsche Grenzgebiet Pommerns verwüstete.
Im Jahr 1413 war er in Horodło und nahm am Beschluss der Union von Horodło teil, die das dynastische Bündnis Polen-Litauens besiegelte. Doch er diente nicht nur auf dem Schlachtfeld, sondern auch auf diplomatischem Gebiet. 1420 war er Mitglied der Botschaft, die Polen während der polnisch-deutschen Prozesse in Breslau vertrat. Im selben Jahr führte er die komplexen Verhandlungen mit dem Markgrafen von Brandenburg Friedrich I., die zur antideutschordischen Allianz führte. Im Jahr 1438 kommandierte er zusammen mit dem Woiwoden von Krakau Jan z Tęczyna die ohne Erfolg gebliebene Expedition, Prinz Kasimir auf den böhmischen Thron zu setzen. 1444 nahm er an der königlichen Parade Władysław III. in Ungarn teil. Er starb 1441 in Ungarn.
Sein Nachfolger als Woiwode von Posen wurde sein Sohn Stanisław Ostroróg bzw. danach sein Enkel Jan Ostroróg.